# Fabrizio Tescari
Fabrizio Tescari (* 6. April 1969 in Asiago) ist ein ehemaliger italienischer Skirennläufer. Er fuhr fast ausschließlich Slalomrennen, selten auch Riesenslaloms.

## Biografie
Tescari begann seine Karriere mit Einsätzen bei FIS-Rennen und im Europacup. Bei den Juniorenweltmeisterschaften 1987 in Sälen verpasste er knapp eine Medaille. In der Saison 1990/91 wurde er Dritter der Europacup-Slalomwertung. Die ersten Weltcuppunkte holte er am 10. Dezember 1991 als 15. des Slaloms von Sestriere. Knapp ein Jahr später, am 29. November 1992, gewann er am selben Ort völlig überraschend den Weltcupslalom.
Nach diesem Sieg wurde Tescari von den italienischen Medien als „neuer Alberto Tomba“ hochgejubelt, doch er konnte aufgrund mehrerer Verletzungen und einer hohen Ausfallquote sein Potenzial nie ausschöpfen. Zwar hatte er über ein Dutzend Platzierungen unter den besten zehn, doch blieb ein vierter Rang im Januar 1998 in Schladming sein zweitbestes Ergebnis. Bei den Olympischen Winterspielen 1994 und 1998 nahm Tescari im Slalom teil, kam aber beide Male nicht ins Ziel. Bei vier Weltmeisterschaften, an denen er von 1993 bis 1999 teilnahm, kam er nur einmal als Elfter des Slaloms 1996 ins Ziel. Ende der Saison 2000/01 trat er vom Spitzensport zurück.
Tescari ist mit der ehemaligen Skirennläuferin Morena Gallizio verheiratet.

## Erfolge

### Weltmeisterschaft
- Sierra Nevada 1996: 11. Slalom

### Weltcup
- 14 Platzierungen unter den besten zehn, davon 1 Sieg:

| Datum             | Ort       | Land    | Disziplin |
| ----------------- | --------- | ------- | --------- |
| 29. November 1992 | Sestriere | Italien | Slalom    |

### Europacup
- Saison 1988/89: 9. Slalomwertung
- Saison 1990/91: 5. Gesamtwertung, 3. Slalomwertung

### Juniorenweltmeisterschaft
- Sälen 1987: 4. Slalom, 37. Riesenslalom

### Italienische Meisterschaften
- 2 italienische Meistertitel (Slalom 1992 und 1997)